# Ceramisti e pittori di vasi greci antichi

## Artisti noti
| Nome           | Professione     | Origine         | Stile | Epoca            | Note | Immagine |
| -------------- | --------------- | --------------- | ----- | ---------------- | --- | -------- |
| Agathon        | Vasaio          | Attica          | RF    | II-IV sec a.C.   | |          |
| Aineades       | Ceramografo     | Attica          | SF    | III-IV sec a.C.  | Piccoli maestri |          |
| Aison          | Ceramografo     | Attica          | RF    | 435/15           | |          |
| Aischines      | Vasaio          | Attica          | SF    |                  | da Aischine prende il nome anche il Pittore di Aischines |          |
| Ama…           | Ceramografo     | Attica          | SF/RF | 530              | |          |
| Amasis         | Vasaio          | Attica          | SF    | 560/20           | Amasis viene considerato il Pittore di Amasis |          |
| Anakles        | Vasaio          | Attica          | SF    | VI sec           | Piccoli maestri |          |
| Andocide       | Vasaio          | Attica          | SF/RF | 540/10           | lo stile a figure rosse fu probabilmente inventato nel suo laboratorio                                                                                           |          |
| Andrias        | Vasaio          | Thera           | KO    |                  | |          |
| Antenore       | Ceramografo (?) | Attica          | PA    | metà del VII sec | non chiaro se vasaio, pittore, proprietario o consacratore di una nave con un'iscrizione col suo nome, simile se non uguale al Pittore della brocca degli arieti |          |
| Antidoros      | Vasaio          | Attica          | SF    | 540/30           | Piccoli maestri |          |
| Apollodoro     | Ceramografo     | Attica          | RF    | fine del VI sec  | forse identico al Pittore Epidromos |          |
| Archeneide     | Vasaio          | Attica          | SF    | Metà del VI sec  | |          |
| Archikle       | Vasaio          | Attica          | SF    | Metà del VI sec  | Piccoli maestri, forse anche Ceramografo |          |
| Aristomeno     | Ceramografo     | Attica          | SF    | 540/30           | |          |
| Aristonothos   | Ceramografo (?) | Chio (o Eubea?) | OR    | VII sec          | uno dei primi artisti a firmare le sue opere |          |
| Aristofane     | Ceramografo     | Attica          | RF    | 430/400          | |          |
| Aruzina Aranth | Ceramografo     | Etruria         | BU    |                  | |          |
| Asteas         | Ceramografo     | Paestum         | RF    | 350/20           | Uno dei due soli pittori di vasi noti della Bassa Italia. |          |
| Atitas         | Ceramografo     | Attica          | RF    | fine VI sec      | Pittore del Gruppo degli alabastra di Paidikos |          |

## Artisti anonimi con nomi convenzionali
| Nome                                                        | Professione                           | Origine                               | Stile                                 | Epoca                                 | Note | Immagine                              |
| ----------------------------------------------------------- | ------------------------------------- | ------------------------------------- | ------------------------------------- | ------------------------------------- | --- | ------------------------------------- |
| Pittore A                                                   | Ceramografo                           | Attica                                | SG                                    |                                       | Appartiene al Gruppo sonaglio |                                       |
| Pittore A                                                   | Ceramografo                           | Rodi                                  | OR                                    |                                       | Appartiene al Gruppo Kamiros |                                       |
| A-Pittore                                                   | Ceramografo                           | Attica                                | SF                                    | 520/500                               | appartiene al Gruppo di Leagros                                                                                                   |                                       |
| A-Vasaio                                                    | Vasaio                                | Attica                                | RF                                    | Metà V secolo                         | Vasaio nella Officina del pittore di Achille/dei pittori di Phiale                                                                |                                       |
| A-Vasaio                                                    | Vasaio                                | Attica                                | RF                                    | 1/4 IV secolo                         | Vasaio nell'officina del Officina del pittore di Jena                                                                             |                                       |
| A519-Pittore                                                | Ceramografo                           | Attica                                | SG                                    | 750/725                               | |                                       |
| A.D.-Pittore                                                | Ceramografo                           | Attica                                | SF                                    | 4/4 VI secolo                         | |                                       |
| Pittore di A.M. 62                                          | Ceramografo                           | Attica                                | SF                                    |                                       | |                                       |
| Pittore della testa di cavallo di Aquisgrana                | Ceramografo                           | Attica                                | SF                                    | metà VI secolo                        | probabilmente si tratta di un Gruppo di scrittori su ceramiche / Ceramografi                                                      |                                       |
| Pittore di Aberdeen                                         | Ceramografo                           | Attica                                | RF                                    | 470/460                               | |                                       |
| Pittore di Acheloos                                         | Ceramografo                           | Attica                                | SF                                    | 525/500                               | Pittore del Gruppo di Leagros |                                       |
| Pittore di Achille                                          | vedi Pittore Achilleus                | vedi Pittore Achilleus                | vedi Pittore Achilleus                | vedi Pittore Achilleus                | vedi Pittore Achilleus | vedi Pittore Achilleus                |
| Pittore di Achilleus                                        | Ceramografo                           | Attica                                | RF/WG                                 | 460/430                               | detto anche Pittore di Achille; uno dei maggiori esponenti e denominatori nella Officina del Pittore di Achille/Pittore di Phiale |                                       |
| Pittore Adelaide-S. Prisco                                  | Ceramografo                           | Campania                              | RF                                    |                                       | |                                       |
| Pittore di Adelfi                                           | Ceramografo                           | Attica                                | SF                                    |                                       | |                                       |
| Pittore dell'aquila                                         | Ceramografo                           | Greco, attivo in Etruria              | CH                                    | 3/3 VI secolo                         | artista probabilmente emigrato in Etruria dalla Grecia Orientale                                                                  |                                       |
| Pittore di Adolphseck                                       | Ceramografo                           | Apulia                                | RF                                    | 380/370                               | |                                       |
| Pittore dell'Adriatico                                      | Ceramografo                           | Attica                                | RF                                    |                                       | |                                       |
| Pittore dell'Adriatico B300                                 | Ceramografo                           | Attica                                | RF                                    |                                       | |                                       |
| Pittore di Egina Bellerofonte                               | Ceramografo                           | Corinto                               | PK                                    | 1/2 VII secolo                        | |                                       |
| Pittore di Egina Chimeras                                   | Ceramografo                           | Attica                                | SF                                    |                                       | |                                       |
| Pittore di Egisto                                           | vedi Pittore di Egisto                | vedi Pittore di Egisto                | vedi Pittore di Egisto                | vedi Pittore di Egisto                | vedi Pittore di Egisto | vedi Pittore di Egisto                |
| Pittore etiope                                              | vedi Pittore etiope                   | vedi Pittore etiope                   | vedi Pittore etiope                   | vedi Pittore etiope                   | vedi Pittore etiope | vedi Pittore etiope                   |
| Pittore di Aetos                                            | Ceramografo                           | Corinto                               | PK                                    | 2/4 VII secolo                        | |                                       |
| Affettato                                                   | Ceramografo                           | Attica                                | SF                                    | 550/20                                | anche detto pittore affettato; figure nere Manieristi                                                                             |                                       |
| Pittore di Agathon                                          | Ceramografo                           | Attica                                | RF                                    | 2/4 5° sec                            | |                                       |
| Pittore di Egina F 48                                       | Ceramografo                           | Corinto                               | PK                                    |                                       | detto anche Pittore di Egina F-48                                                                                                 |                                       |
| Pittore di Egisto                                           | Ceramografo                           | Attica                                | RF                                    | 480/60                                | anche detto Pittore di Egisto |                                       |
| Pittore delle ciotole Agora-Chairias                        | Ceramografo                           | Attica                                | RF                                    | fine 6° sec                           | |                                       |
| Pittore dell'Agora 1241                                     | vedi Pittore dell'Agora P 1241        | vedi Pittore dell'Agora P 1241        | vedi Pittore dell'Agora P 1241        | vedi Pittore dell'Agora P 1241        | vedi Pittore dell'Agora P 1241 | vedi Pittore dell'Agora P 1241        |
| Pittore dell'Agora 5192                                     | Ceramografo                           | Attica                                | RF                                    |                                       | |                                       |
| Pittore dell'Agora P 42                                     | Ceramografo                           | Attica                                | RF                                    |                                       | |                                       |
| Pittore dell'Agora P 1241                                   | Ceramografo                           | Attica                                | SF                                    | 555/535                               | Maestro minore, detto anche Pittore dell'Agora 1241                                                                               |                                       |
| Pittore dell'Agora P 2578                                   | Ceramografo                           | Attica                                | RF                                    |                                       | |                                       |
| Pittore dell'Agora P 7561                                   | Ceramografo                           | Attica                                | RF                                    |                                       | |                                       |
| Pittore dell'Agora P 14384                                  | Ceramografo                           | Attica                                | RF                                    |                                       | |                                       |
| Pittore dell'Agora P 16879                                  | Ceramografo                           | Attica                                | RF                                    |                                       | |                                       |
| Pittore dell'Agora P 17562                                  | Ceramografo                           | Attica                                | RF                                    |                                       | |                                       |
| Pittore di Agrigento                                        | Ceramografo                           | Attica                                | RF                                    | 2/4 V secolo                          | Manierist |                                       |
| Pittore di Aigisthos                                        | Ceramografo                           | Attica                                | RF                                    |                                       | |                                       |
| Pittore di Ainipylos                                        | Ceramografo                           | Attica                                | SF                                    | metà VI secolo                        | |                                       |
| Pittore di Aischines                                        | Ceramografo                           | Attica                                | RF/WG                                 | metà V secolo                         | così chiamato dal Vasaio Aischines                                                                                                |                                       |
| Pittore di Ajax                                             | Ceramografo                           | Corinto                               | PK                                    | 1/2 VII secolo                        | |                                       |
| Pittore dell'Accademia                                      | Ceramografo                           | Attica                                | RF                                    | fine V secolo                         | Manieristi |                                       |
| Pittore di Akestorides                                      | Ceramografo                           | Attica                                | RF                                    | 470/50                                | corrisponde al Pittore di Heidelberg 86                                                                                           |                                       |
| Pittore di Akrathe                                          | Ceramografo                           | Etruria                               | RF                                    | 2/2 IV secolo                         | |                                       |
| Pittore di Akridion                                         | Ceramografo                           | Attica                                | RF                                    |                                       | |                                       |
| Pittore degli acrobati                                      | Ceramografo                           | Lucania                               | RF                                    | fine IV secolo                        | |                                       |
| Pittore della Acropoli 601                                  | Ceramografo                           | Attica                                | SF                                    |                                       | |                                       |
| Pittore della Acropoli 24                                   | Ceramografo                           | Attica                                | RF                                    | fine VI secolo                        | |                                       |
| Pittore della Acropoli 356                                  | Ceramografo                           | Attica                                | RF                                    |                                       | |                                       |
| Pittore della Acropoli 573                                  | Ceramografo                           | Attica                                | RF                                    |                                       | |                                       |
| Pittore della Acropoli 601                                  | Ceramografo                           | Attica                                | SF                                    |                                       | |                                       |
| Pittore dell'Acropoli 606                                   | Ceramografo                           | Attica                                | SF                                    | 570/60                                | |                                       |
| Pittore della Acropoli 627                                  | Ceramografo                           | Attica                                | SF                                    |                                       | |                                       |
| Pittore della Acropoli 670                                  | Ceramografo                           | Attica                                | RF                                    |                                       | |                                       |
| Pittore della Acropoli 787                                  | Ceramografo                           | Attica                                | RF                                    |                                       | |                                       |
| Pittore della Acropoli 2184                                 | Ceramografo                           | Attica                                | SF                                    |                                       | |                                       |
| Pittore della Acropoli-Piatti                               | Ceramografo                           | Attica                                | RF                                    |                                       | |                                       |
| Pittore di Aktorione                                        | Ceramografo                           | Attica                                | RF                                    |                                       | |                                       |
| Pittore di Albertinum                                       | Pittore di Sarcofaghi                 | Klazomenai                            | KS                                    | inizio V secolo                       | Pittore di sarcofaghi nello stile di figure nere, appartiene al Gruppo Albertinum                                                 |                                       |
| Pittore di Alcacer do Sal                                   | Ceramografo                           | Attica                                | RF                                    |                                       | |                                       |
| Pittore Alexandre                                           | Ceramografo                           | Attica                                | RF/WG                                 | 440/10                                | eponimo del Gruppo di Alexandre                                                                                                   |                                       |
| ALK-Vasaio                                                  | Vasaio                                | Attica                                | RF                                    | metà V secolo                         | Vasaio nella Officina del pittore di Achille/dei pittori di Phiale                                                                |                                       |
| Pittore di Alkimachos                                       | Ceramografo                           | Attica                                | RF                                    | 460/50                                | |                                       |
| Pittore di Alkmene                                          | Ceramografo                           | Attica                                | SF                                    |                                       | |                                       |
| Pittore di Alkyoneus                                        | Ceramografo                           | Attica                                | RF                                    |                                       | |                                       |
| Pittore di Allard-Pierson                                   | Ceramografo                           | Laconia                               | SF                                    | 2/2 VI secolo                         | |                                       |
| Pittore di Altamura                                         | Ceramografo                           | Attica                                | RF                                    | 2/4 V secolo                          | |                                       |
| Pittore di Altavilla                                        | Ceramografo                           | Paestum                               | RF                                    |                                       | |                                       |
| Pittore di Altenburg                                        | Ceramografo                           | Ionia                                 | FI                                    | 2/2 VI secolo                         | |                                       |
| Pittore di Altenburg 244                                    | Ceramografo                           | Apulia                                | RF                                    |                                       | appartiene al Gruppo delle Anfore                                                                                                 |                                       |
| Pittore di Altenburg 273                                    | Ceramografo                           | Attica                                | RF                                    | metà V secolo                         | |                                       |
| Pittore di Altenburg 351                                    | Ceramografo                           | Apulia                                | RF                                    | 340–320                               | |                                       |
| Pittore di Amasis                                           | Ceramografo                           | Attica                                | SF/WG                                 | 550/10                                | probabilmente con pochi tentativi in stile a figure rosse                                                                         |                                       |
| Pittore delle Amazzoni                                      | Ceramografo                           | Attica                                | RF                                    |                                       | |                                       |
| Pittore di Ambrosios                                        | Ceramografo                           | Attica                                | RF                                    | fine VI secolo                        | |                                       |
| Pittore di Ambush                                           | vedi Pittore dell'inboscata           | vedi Pittore dell'inboscata           | vedi Pittore dell'inboscata           | vedi Pittore dell'inboscata           | vedi Pittore dell'inboscata | vedi Pittore dell'inboscata           |
| Pittore di Ampersand                                        | Ceramografo                           | Corinto                               | SF                                    | 580/570                               | |                                       |
| Pittore della American-Academy                              | Ceramografo                           | Etrurien                              | EK                                    | Anfang VI secolo                      | |                                       |
| Pittore di Amphiaraos                                       | Ceramografo                           | Corinto                               | SF                                    | metà VI secolo                        | |                                       |
| Pittore di Amphiaraos                                       | Ceramografo                           | Etruria                               | PV                                    | 2/2 VI secolo                         | |                                       |
| Pittore di Amphitrite                                       | Ceramografo                           | Attica                                | RF                                    | 2/3 V secolo                          | |                                       |
| Pittore di Anfore                                           | vedi Pittore di Anfore                | vedi Pittore di Anfore                | vedi Pittore di Anfore                | vedi Pittore di Anfore                | vedi Pittore di Anfore | vedi Pittore di Anfore                |
| Pittore di Anfore                                           | Ceramografo                           | Apulia                                | RF                                    | 3/3 IV secolo                         | detto anche Pittore di Anfore |                                       |
| Pittore di Ampurias                                         | Ceramografo                           | Attica                                | SF/WG                                 |                                       | |                                       |
| Pittore di Amsterdam                                        | Ceramografo                           | Corinto                               | SF                                    | 1/4 VI secolo                         | |                                       |
| Pittore di Amsterdam 2148                                   | Ceramografo                           | Attica                                | SF                                    |                                       | |                                       |
| Pittore di Amsterdam 8670                                   | Ceramografo                           | Attica                                | SF                                    |                                       | |                                       |
| Pittore di Amykos                                           | Ceramografo                           | Lucania                               | RF                                    | 4/4 V secolo                          | |                                       |
| Pittore di Amymone                                          | Ceramografo                           | Attica                                | RF                                    |                                       | |                                       |
| Pittore di Anabates                                         | Ceramografo                           | Laconia                               | RF                                    | 1/4 IV secolo                         | |                                       |
| Pittore di Anagyrus                                         | Ceramografo                           | Attica                                | SF                                    | 1/4 VI secolo                         | |                                       |
| Pittore di Analatos                                         | Ceramografo                           | Attica                                | SG/PA                                 | Anfang VII secolo                     | |                                       |
| Pittore di Anaploga                                         | Ceramografo                           | Corinto                               | SF                                    |                                       | |                                       |
| Pittore di Anavyssos                                        | Ceramografo                           | Attica                                | MG                                    | um 730                                | |                                       |
| Pittore di Ancona                                           | Ceramografo                           | Attica                                | RF                                    | metà V secolo                         | |                                       |
| Pittore di Andokides                                        | Ceramografo                           | Attica                                | RF/WG                                 | 530/10                                | Inventore dello stile a figure rosse, probabilmente identico al pittore a figure nere Pittore di Lysippides                       |                                       |
| Pittore di Andover                                          | Ceramografo                           | Campania                              | RF                                    |                                       | |                                       |
| Pittore di Androsiren                                       | Ceramografo                           | Attica                                | SF                                    | um 600                                | |                                       |
| Pittore di Angers                                           | Ceramografo                           | Attica                                | RF                                    | metà V secolo                         | |                                       |
| Pittore di Angular                                          | Ceramografo                           | Attica                                | RF                                    |                                       | |                                       |
| Pittore di Ano-Achaïia                                      | Ceramografo                           | Attica                                | SF                                    |                                       | maestro minore, anche dettoPittore di Ano Achaia                                                                                  |                                       |
| Pittore di Anodos                                           | Ceramografo                           | Corinto                               | SF                                    |                                       | |                                       |
| Pittore di Antimenes                                        | Ceramografo                           | Attica                                | SF/WG                                 | 530/10                                | Esponente principale e eponimo del Gruppo dei Pittori Antimenesi                                                                  |                                       |
| Pittore di Antiope                                          | Ceramografo                           | Attica                                | SF                                    |                                       | |                                       |
| Pittore di Antiphon                                         | Ceramografo                           | Attica                                | RF/WG                                 | 500/475                               | |                                       |
| Pittore di Afrodite                                         | Ceramografo                           | Attica                                | RF                                    |                                       | |                                       |
| Pittore di Afrodite                                         | Ceramografo                           | Paestum                               | RF                                    | 2/2 IV secolo                         | appartiene al Gruppo Apulizzante                                                                                                  |                                       |
| Pittore di Apollonia                                        | Ceramografo                           | Attica                                | RF                                    | Metà del IV secolo                    | Da lui prede nome il Gruppo di Apollonia                                                                                          |                                       |
| Pittore di Apponyi                                          | Ceramografo                           | Etruria                               | PR                                    | 480/60                                | appartiene al Gruppo di Praxias                                                                                                   |                                       |
| Pittore di APZ                                              | Ceramografo                           | Campania                              | RF                                    | 330/20                                | appartiene al Gruppo CA |                                       |
| Pittore di Archippe                                         | Ceramografo                           | Attica                                | SF                                    |                                       | |                                       |
| Pittore di Ardea                                            | Ceramografo                           | Corinto                               | ÜS                                    |                                       | |                                       |
| Pittore degli Argonauri                                     | Ceramografo                           | Etruria                               | RF                                    | primo terzo IV secolo                 | fa parte del Gruppo degli Argonauti che da lui prende il nome                                                                     |                                       |
| Pittore di Argos                                            | Ceramografo                           | Attica                                | RF                                    | fine V secolo/inizio IV secolo        | |                                       |
| Pittore di Ariadne                                          | Ceramografo                           | Apulia                                | RF                                    | 430                                   | |                                       |
| Pittore di Ariana                                           | Ceramografo                           | Attica                                | RF                                    | Metà del V secolo.                    | |                                       |
| Pittore di Aristomenes                                      | Ceramografo                           | Attica                                | RF                                    |                                       | |                                       |
| Pittore di Arkesilas                                        | Ceramografo                           | Laconia                               | SF                                    | 565/55                                | uno dei cinque maestri di Laconia                                                                                                 |                                       |
| Pittore di Armidale                                         | Ceramografo                           | Apulia                                | RF                                    | Metà del IV secolo.                   | |                                       |
| Pittore di Arno                                             | Ceramografo                           | Lucania                               | RF                                    | 1/4 V secolo.                         | identificato come il Pittore di Perugia                                                                                           |                                       |
| Pittore di Arpi                                             | Ceramografo                           | Apulia                                | RF                                    | 330/20                                | |                                       |
| Pittore di Aryballos Louvre E 380                           | Ceramografo                           | Corinto                               | PK                                    | 3/4 VII secolo                        | |                                       |
| Pittore di Ascoli-Satriano                                  | Ceramografo                           | Apulia                                | RF                                    | 340/20                                | |                                       |
| Pittore di Ashby                                            | Ceramografo                           | Attica                                | RF                                    |                                       | |                                       |
| Pittore di Astarita                                         | Ceramografo                           | Campania                              | RF                                    |                                       | |                                       |
| Pittore di Atalanta                                         | Ceramografo                           | Boezia                                | SF                                    | 560/550                               | |                                       |
| Pittore di Atella                                           | Ceramografo                           | Campania                              | RF                                    |                                       | |                                       |
| Pittore di Athana                                           | Ceramografo                           | Corinto                               | SF                                    | circa 575                             | |                                       |
| Pittore di Atene 270                                        | Ceramografo                           | Corinto                               | SF                                    | 575/dopo il 550                       | |                                       |
| Pittore di Atene 282                                        | vedi Pittore di Otterlo               | vedi Pittore di Otterlo               | vedi Pittore di Otterlo               | vedi Pittore di Otterlo               | vedi Pittore di Otterlo | vedi Pittore di Otterlo               |
| Pittore di Atene 533                                        | Ceramografo                           | Attica                                | SF                                    | 2/4 VI secolo                         | probabilmente l'inventore di Kylix con anse a bottone (de: Knopfhenkel-Schalen; en: Merrythought Cups)                            |                                       |
| Pittore di Atene 581                                        | Ceramografo                           | Attica                                | SF                                    | inizio V secolo                       | anche Pittore del Lekythos Atene 581, principale rappresentante della Classe dei Lekythos Atene 581                               |                                       |
| Pittore di Atene 606                                        | vedi Pittore dell'Acropoli 606        | vedi Pittore dell'Acropoli 606        | vedi Pittore dell'Acropoli 606        | vedi Pittore dell'Acropoli 606        | vedi Pittore dell'Acropoli 606 | vedi Pittore dell'Acropoli 606        |
| Pittore di Atene 877                                        | Ceramografo                           | Argo                                  | SG                                    | 750/690                               | |                                       |
| Pittore di Atene 894                                        | Ceramografo                           | Attica                                | SG                                    | 720/700                               | fa parte dell'Officina di Atene 894                                                                                               |                                       |
| Pittore di Atene 897                                        | Ceramografo                           | Attica                                | SG                                    | 725/700                               | principale esfonente dell Officina di Atene 897                                                                                   |                                       |
| Pittore di Atene 931                                        | Ceramografo                           | Corinto                               | SF                                    | 600/575                               | |                                       |
| Pittore di Atene 1104                                       | Ceramografo                           | Attica                                | SF                                    |                                       | |                                       |
| Pittore di Atene 1183                                       | Ceramografo                           | Attica                                | RF                                    | fine V secolo                         | |                                       |
| Pittore di Atene 1234                                       | Ceramografo                           | Attica                                | RF                                    | fine V secolo                         | |                                       |
| Pittore di Atene 1237                                       | Ceramografo                           | Attica                                | RF                                    | 2/2 V secolo.                         | Manieristi |                                       |
| Pittore di Atene 1243                                       | Ceramografo                           | Attica                                | RF                                    | fine V secolo.                        | |                                       |
| Pittore di Atene 1256                                       | Ceramografo                           | Attica                                | RF                                    | 2/4 IV secolo                         | |                                       |
| Pittore di Atene 1308                                       | Ceramografo                           | Attica                                | RF                                    | 480/50                                | |                                       |
| Pittore di Atene 1344                                       | Ceramografo                           | Attica                                | RF                                    | 480/50                                | |                                       |
| Pittore di Atene 1366                                       | Ceramografo                           | Attica                                | RF                                    | 1/3 IV secolo                         | |                                       |
| Pittore di Atene 1370                                       | Ceramografo                           | Attica                                | RF                                    | 3/4 IV secolo                         | |                                       |
| Pittore di Atene 1375                                       | Ceramografo                           | Attica                                | RF                                    | metà IV secolo                        | auch Pittore di Atene CC. 1891 |                                       |
| Pittore di Atene 1454                                       | Ceramografo                           | Attica                                | RF                                    | 430/20                                | |                                       |
| Pittore di Atene 1472                                       | Ceramografo                           | Attica                                | RF                                    | IV secolo                             | |                                       |
| Pittore di Atene 1585                                       | Ceramografo                           | Attica                                | RF                                    | fine V secolo                         | |                                       |
| Pittore di Atene 1623                                       | Ceramografo                           | Attica                                | RF                                    | 450/20                                | |                                       |
| Pittore di Atene 1680                                       | Ceramografo                           | Apulia                                | RF                                    | metà IV secolo                        | |                                       |
| Pittore di Atene 1686                                       | Ceramografo                           | Attica                                | RF                                    |                                       | |                                       |
| Pittore di Atene 1714                                       | Ceramografo                           | Apulia                                | RF                                    | 360/50                                | |                                       |
| Pittore di Atene 1729                                       | Ceramografo                           | Attica                                | RF                                    |                                       | |                                       |
| Pittore di Atene 1762                                       | Ceramografo                           | Attica                                | WG                                    | 435/20                                | |                                       |
| Pittore di Atene 1810                                       | Ceramografo                           | Attica                                | WG                                    | 4/4 V secolo                          | |                                       |
| Pittore di Atene 1826                                       | Ceramografo                           | Attica                                | RF/WG                                 | metà V secolo                         | |                                       |
| Pittore di Atene 1934                                       | Ceramografo                           | Attica                                | RF/WG                                 | 2/2 V secolo                          | |                                       |
| Pittore di Atene 1938                                       | Ceramografo                           | Attica                                | RF/WG                                 | circa 430                             | probabilmente opera giovanile del Pittore del bagno delle donne                                                                   |                                       |
| Pittore di Atene 1943                                       | Ceramografo                           | Attica                                | RF/WG                                 | um 445                                | |                                       |
| Pittore di Atene 2020                                       | Ceramografo                           | Attica                                | RF/WG                                 | 3/4 V secolo                          | |                                       |
| Pittore di Atene 9690                                       | Ceramografo                           | Attica                                | SF/WG                                 | 500–490                               | |                                       |
| Pittore di Atene 10464                                      | Ceramografo                           | Attica                                | RF                                    | 500/480                               | |                                       |
| Pittore di Atene 12255                                      | Ceramografo                           | Attica                                | RF                                    | 2/4 IV secolo                         | |                                       |
| Pittore di Atene 12279                                      | Ceramografo                           | Attica                                | SF                                    | 1/3 VI secolo                         | |                                       |
| Pittore di Atene 12555                                      | Ceramografo                           | Attica                                | RF                                    |                                       | |                                       |
| Pittore di Atene 12592                                      | Ceramografo                           | Attica                                | RF                                    | 2/4 IV secolo                         | |                                       |
| Pittore di Atene 12778                                      | Ceramografo                           | Attica                                | RF/WG                                 | 460/50                                | |                                       |
| Pittore di Atene 12789                                      | Ceramografo                           | Attica                                | RF/WG                                 | 3/4 V secolo                          | |                                       |
| Pittore di Atene 13037                                      | Ceramografo                           | Attica                                | RF/WG                                 | fine V secolo                         | |                                       |
| Pittore di Atene 13702                                      | Ceramografo                           | Attica                                | RF                                    | 450/20                                | |                                       |
| Pittore di Atene 13894                                      | Ceramografo                           | Attica                                | RF                                    | IV secolo                             | |                                       |
| Pittore di Atene 13908                                      | Ceramografo                           | Attica                                | RF                                    | fine V secolo                         | |                                       |
| Pittore di Atene 14627                                      | Ceramografo                           | Attica                                | RF                                    | 3/4 IV secolo                         | |                                       |
| Pittore di Atene 14887                                      | Ceramografo                           | Attica                                | RF                                    | IV secolo                             | |                                       |
| Pittore di Atene 16407                                      | Ceramografo                           | Attica                                | SF                                    | 1/3 VI secolo                         | anche detto Pittore di Atene A 16407                                                                                              |                                       |
| Pittore di Atene 17191                                      | Ceramografo                           | Attica                                | RF                                    | 430/20                                | |                                       |
| Pittore di Atene 17278                                      | Ceramografo                           | Attica                                | RF                                    | metà V secolo                         | |                                       |
| Pittore di Atene 17326                                      | Ceramografo                           | Attica                                | RF/WG                                 |                                       | |                                       |
| Pittore di Atene 18577                                      | Ceramografo                           | Attica                                | SF                                    | fine VI secolo                        | |                                       |
| Pittore di Atene A 16407                                    | vedi Pittore di Atene 16407           | vedi Pittore di Atene 16407           | vedi Pittore di Atene 16407           | vedi Pittore di Atene 16407           | vedi Pittore di Atene 16407 | vedi Pittore di Atene 16407           |
| Pittore di Atene CC. 1891                                   | vedi Pittore di Atene 1375            | vedi Pittore di Atene 1375            | vedi Pittore di Atene 1375            | vedi Pittore di Atene 1375            | vedi Pittore di Atene 1375 | vedi Pittore di Atene 1375            |
| Pittore di Atene P 42                                       | Ceramografo                           | Attica                                | RF                                    |                                       | |                                       |
| Pittore di Atena                                            | Ceramografo                           | Attica                                | SF/WG                                 | 490/80                                | probabilmente identico al Pittore di Bowdoin; Esponente guida ceramografo nella Officina Atene/Bowdoin                            |                                       |
| Pittore della nascita di Atena                              | Ceramografo                           | Attica                                | RF                                    | 480/60                                | anche detto Pittore della nascita di Atena                                                                                        |                                       |
| Pittore della ciotola ateniese di Argo                      | Ceramografo                           | Beozia                                | RF                                    | 4/4 V secolo                          | |                                       |
| Pittore del Dino di Atene                                   | Ceramografo                           | Attica                                | RF                                    | 2/2 V secolo                          | anche dettoPittore del Dino di Atene                                                                                              |                                       |
| Pittore del matrimonio ateniese                             | Ceramografo                           | Attica                                | RF                                    | 415/400                               | Template:EnS |                                       |
| Pittore etiope                                              | Ceramografo                           | Attica                                | RF                                    | metà V secolo                         | anche detto Pittore etiope, Template:EnS                                                                                          |                                       |
| Pittore di Atlanta                                          | Ceramografo                           | Sicilia                               | SF                                    | fine VI secolo                        | Maggior rappresentante della Officina del pittore di Atlanta, intorno al Pittore di Antimenes                                     |                                       |
| Pittore degli occhi delle Sirene                            | Ceramografo                           | Attica                                | SF                                    | 4/4 VI secolo                         | Più importante rappresentante e eponimo del Gruppo Occhi delle Sirene                                                             |                                       |
| Pittore delle sopracciglia                                  | Ceramografo                           | Apulia                                | RF                                    | fine IV secolo                        | |                                       |
| Pittore della ciotola con gli occhi del collegio di Bowdoin | vedi Pittore degli occhi di Bowdoin   | vedi Pittore degli occhi di Bowdoin   | vedi Pittore degli occhi di Bowdoin   | vedi Pittore degli occhi di Bowdoin   | vedi Pittore degli occhi di Bowdoin                                                                                               | vedi Pittore degli occhi di Bowdoin   |
| Pittore della ciotola con gli occhi di Bowdoin              | vedi Pittore degli occhi di Bowdoin   | vedi Pittore degli occhi di Bowdoin   | vedi Pittore degli occhi di Bowdoin   | vedi Pittore degli occhi di Bowdoin   | vedi Pittore degli occhi di Bowdoin                                                                                               | vedi Pittore degli occhi di Bowdoin   |
| Pittore di Aurora                                           | Ceramografo                           | Etruria                               | RF                                    | metà V secolo                         | |                                       |
| Pittore della mostra in Virginia                            | vedi Pittore della mostra in Virginia | vedi Pittore della mostra in Virginia | vedi Pittore della mostra in Virginia | vedi Pittore della mostra in Virginia | vedi Pittore della mostra in Virginia                                                                                             | vedi Pittore della mostra in Virginia |

## Gruppi di artisti
| Nome                                                                  | Professione                                       | Origine                                           | Stile                                             | Epoca                                             | Note | immagine                                          |
| --------------------------------------------------------------------- | ------------------------------------------------- | ------------------------------------------------- | ------------------------------------------------- | ------------------------------------------------- | --- | ------------------------------------------------- |
| Gruppo della testa di cavallo di Aquisgrana                           | vedi Pittore della testa di cavallo di Aquisgrana | vedi Pittore della testa di cavallo di Aquisgrana | vedi Pittore della testa di cavallo di Aquisgrana | vedi Pittore della testa di cavallo di Aquisgrana | vedi Pittore della testa di cavallo di Aquisgrana | vedi Pittore della testa di cavallo di Aquisgrana |
| Sottogruppo A-B-C                                                     | Ceramografi                                       | Apulia                                            | RF                                                |                                                   | |                                                   |
| Gruppo Ad                                                             | Ceramografi                                       | Cicladi                                           | OR                                                | metà VII secolo                                   | |                                                   |
| Gruppo di Adrano                                                      | Ceramografi                                       | Sicilia                                           | RF                                                | 330/320                                           | parte del Gruppo di Lentini-Manfria |                                                   |
| Gruppo di Adrastos                                                    | Ceramografi                                       | Sicilia                                           | RF                                                | metà IV secolo                                    | |                                                   |
| Gruppo di Adria 300                                                   | Ceramografi                                       | Attica                                            | RF                                                | fine VI secolo                                    | |                                                   |
| Gruppo Agora-Chairias-Schalen                                         | Vedi Pittore dell'Agora-Chairias-Schalen          | Vedi Pittore dell'Agora-Chairias-Schalen          | Vedi Pittore dell'Agora-Chairias-Schalen          | Vedi Pittore dell'Agora-Chairias-Schalen          | Vedi Pittore dell'Agora-Chairias-Schalen | Vedi Pittore dell'Agora-Chairias-Schalen          |
| Gruppo Agora-Chairias                                                 | Vedi Pittore dell'Agora-Chairias-Schalen          | Vedi Pittore dell'Agora-Chairias-Schalen          | Vedi Pittore dell'Agora-Chairias-Schalen          | Vedi Pittore dell'Agora-Chairias-Schalen          | Vedi Pittore dell'Agora-Chairias-Schalen | Vedi Pittore dell'Agora-Chairias-Schalen          |
| Gruppo dell'Agora 581                                                 | vedi Classe di Atene 581                          | vedi Classe di Atene 581                          | vedi Classe di Atene 581                          | vedi Classe di Atene 581                          | vedi Classe di Atene 581 | vedi Classe di Atene 581                          |
| Gruppo dell'Agora P 1073                                              | Ceramografi                                       | Attica                                            | RF                                                | 450/420                                           | |                                                   |
| Gruppo dell'Agora P 5192                                              | Ceramografi                                       | Attica                                            | RF                                                |                                                   | |                                                   |
| Gruppo dell'Agora P 5562                                              | Ceramografi                                       | Attica                                            | RF                                                | 480/450                                           | |                                                   |
| Gruppo dell'Agora P 7891                                              | Ceramografi                                       | Attica                                            | SF                                                |                                                   | |                                                   |
| Gruppo dell'Agora P 18953                                             | Ceramografi                                       | Attica                                            | RF                                                | 450/420                                           | |                                                   |
| Gruppo dell'Agora P 24327                                             | Ceramografi                                       | Attica                                            | SF                                                |                                                   | |                                                   |
| Gruppo dell'Agora P 24340                                             | Ceramografi                                       | Attica                                            | SF                                                |                                                   | |                                                   |
| Gruppo dell'Agora P 24366                                             | Ceramografi                                       | Attica                                            | SF                                                |                                                   | |                                                   |
| Gruppo dell'Agora P 24377                                             | Ceramografi                                       | Attica                                            | SF                                                |                                                   | |                                                   |
| Gruppo dell'Agora P 24381                                             | Ceramografi                                       | Attica                                            | SF                                                |                                                   | |                                                   |
| Gruppo dell'Agora P 24402                                             | vedi Pittore dell'Agorà-Chairas-Schalen           | vedi Pittore dell'Agorà-Chairas-Schalen           | vedi Pittore dell'Agorà-Chairas-Schalen           | vedi Pittore dell'Agorà-Chairas-Schalen           | vedi Pittore dell'Agorà-Chairas-Schalen | vedi Pittore dell'Agorà-Chairas-Schalen           |
| Gruppo dell'Agora P 24486                                             | Ceramografi                                       | Attica                                            | SF                                                |                                                   | |                                                   |
| Gruppo di Aigistos                                                    | Ceramografi                                       | Unteritalien                                      | RF                                                | 3/4 IV secolo                                     | |                                                   |
| Gruppo dell'Acropoli 96                                               | Ceramografi                                       | Attica                                            | RF                                                | 2/2 V secolo                                      | comprende il Pittore dell'Akropolis 96, già isolato, e il Pittore dell'Agorà P 1275 |                                                   |
| Gruppo dell'Acropoli 410                                              | Ceramografi                                       | Attica                                            | RF                                                | 575–525                                           | |                                                   |
| Gruppo dell'Acropoli 787                                              | Ceramografi                                       | Attica                                            | RF                                                | 500-480                                           | |                                                   |
| Gruppo dell'Acropoli 1441                                             | Ceramografi                                       | Attica                                            | SF                                                | 575–525                                           | |                                                   |
| Gruppo Alabastra                                                      | Ceramografi                                       | Apulia                                            | RF                                                |                                                   | |                                                   |
| Gruppo Alari                                                          | Ceramografi                                       | Corinto                                           | PK                                                | 650/20                                            | |                                                   |
| Gruppo Albertinum                                                     | Pittore di sarcofaghi                             | Klazomenai                                        | KS                                                | inizio V secolo                                   | Pittore di sarcofaghi in stile con figure nere, denominato secondo il Pittore Albertinum |                                                   |
| Gruppo Alcsti                                                         | vedi Gruppo Alcestis                              | vedi Gruppo Alcestis                              | vedi Gruppo Alcestis                              | vedi Gruppo Alcestis                              | vedi Gruppo Alcestis | vedi Gruppo Alcestis                              |
| Gruppo Alexandre                                                      | Ceramografi                                       | Attica                                            | RF                                                |                                                   | prende il nome dal Pittore di Alexandre, gruppo e pittore potrebbero corrispondere |                                                   |
| Gruppo Alexandria                                                     | Ceramografi                                       | Apulia                                            | GN                                                | 1/4 III secolo                                    | |                                                   |
| Gruppo di Alcestis                                                    | Ceramografi                                       | Etruria                                           | RF                                                | metà IV secolo                                    | anche dettoGruppo Alcsti |                                                   |
| Gruppo di Altenburg 331                                               | Ceramografi                                       | Apulia                                            | RF                                                | 350–325                                           | |                                                   |
| Gruppo AMA                                                            | Ceramografi                                       | Attica                                            | RF                                                |                                                   | Pittore di ciotole; anche Gruppo AMA e Gruppo Ama…; forse corrisponde a Skythes |                                                   |
| Gruppo dell'anfora di Lipsia                                          | vedi Gruppo dell'anfora di Lipsia                 | vedi Gruppo dell'anfora di Lipsia                 | vedi Gruppo dell'anfora di Lipsia                 | vedi Gruppo dell'anfora di Lipsia                 | vedi Gruppo dell'anfora di Lipsia | vedi Gruppo dell'anfora di Lipsia                 |
| Gruppo dell'anfora                                                    | vedi Gruppo Anfore                                | vedi Gruppo Anfore                                | vedi Gruppo Anfore                                | vedi Gruppo Anfore                                | vedi Gruppo Anfore | vedi Gruppo Anfore                                |
| Gruppo Anfore                                                         | Ceramografi                                       | Apulia                                            | RF                                                |                                                   | detto anche Gruppo delle Anfore; comprende il Pittore di Altenburg 244 e il Gruppo di Taranto 9243 |                                                   |
| Gruppo Anfore A                                                       | Ceramografi                                       | Boezia                                            | SG                                                | 710/690                                           | probabilmente identico al Gruppo dei Leoni |                                                   |
| Gruppo Anavysos                                                       | Ceramografi                                       | Attica                                            | SF                                                |                                                   | |                                                   |
| Gruppo Andokides                                                      | Ceramografi                                       | Attica                                            | SF                                                | 4/4 VI secolo                                     | |                                                   |
| Gruppo Andromeda                                                      | Ceramografi                                       | Corinto                                           | SF                                                | metà VI secolo                                    | |                                                   |
| Groupe de l'Anneau noir                                               | Ceramografi                                       | Apulia                                            | RK                                                |                                                   | |                                                   |
| Gruppo dei pittori di Antimenes                                       | Ceramografi                                       | Attica                                            | SF                                                |                                                   | Prende nome dal suo rappresentante principale, il Pittore di Antimenes, ne fa parte anche il Gruppo di Toronto 289                                                                                          |                                                   |
| Gruppo Antiope                                                        | Ceramografi                                       | Attica                                            | SF                                                | fine VI secolo                                    | parte del Gruppo Leagros |                                                   |
| Gruppo Antiphon                                                       | Ceramografi                                       | Attica                                            | SF                                                | 1/4 V secolo                                      | |                                                   |
| Gruppo delle coppie di galli antiestetici                             | Ceramografi                                       | Etruria                                           | EK                                                | 2/3 VI secolo                                     | detto anche Ciclo delle coppie di galli antiestetici; fra i rappresentanti c'è anche il Pittore di Albero, Sottogruppi sono il Gruppo Michigan, il Gruppo Ermitage, il Gruppo Matsch e il Gruppo di Toronto |                                                   |
| Ciclo delle coppie di galli antiestetici                              | vedi Gruppo delle coppie di galli antiestetici    | vedi Gruppo delle coppie di galli antiestetici    | vedi Gruppo delle coppie di galli antiestetici    | vedi Gruppo delle coppie di galli antiestetici    | vedi Gruppo delle coppie di galli antiestetici | vedi Gruppo delle coppie di galli antiestetici    |
| Gruppo Apollonia                                                      | Ceramografi                                       | Attica                                            | RF                                                | metà IV secolo                                    | così detto dal Pittore di Apollonia |                                                   |
| Gruppo apulizzante (Campania)                                         | vedi Gruppo CA                                    | vedi Gruppo CA                                    | vedi Gruppo CA                                    | vedi Gruppo CA                                    | vedi Gruppo CA | vedi Gruppo CA                                    |
| Gruppo dei vasi apulizzanti                                           | Ceramografi                                       | Paestum                                           | RF                                                | 2/2 IV secolo                                     | detto anche Gruppo dei vasi apulizzanti; del gruppo fanno parte il Pittore di Afrodite, il Pittore di Spinazzo e il Gruppo di Spinazzo come anche il Pittore di Paestum 5188                                |                                                   |
| Gruppo degli Archetti Intrecciati                                     | Ceramografi                                       | Etruria                                           | EK                                                | 4/4 7° sec – 1/4 VI secolo                        | anche detto Gruppo degli Archetti intrecciati e Gruppo Archetti Intrecciati |                                                   |
| Gruppo Archippe                                                       | Ceramografi                                       | Attica                                            | SF                                                | metà VI secolo                                    | |                                                   |
| Gruppo degli Argonauti                                                | Ceramografi                                       | Etruria                                           | RF                                                | 1/3 IV secolo                                     | prende il nome dal Pittore degli Argonauti |                                                   |
| Group of the arming Lekythoi                                          | Ceramografi                                       | Attica                                            | SF                                                | fine V\| secolo                                   | parte del Gruppo di Phanyllis |                                                   |
| Gruppo dell' Arpa di Napoli                                           | Ceramografi                                       | Apulia                                            | GN                                                |                                                   | |                                                   |
| Gruppo degli Askoi di Trieste                                         | Ceramografi                                       | Apulia                                            | RF                                                | 340/320                                           | anche Gruppo degli Askoi triestini; strettamente legato alla Officina Patera-Ganymed (in inglese Group of the Trieste Askoi)                                                                                |                                                   |
| Gruppo Astarita                                                       | Ceramografi                                       | Campania                                          | RF                                                |                                                   | |                                                   |
| Gruppo Asteios                                                        | Ceramografi                                       | Attica                                            | SF                                                |                                                   | Pittore delle Anfore premio Panatenaiche |                                                   |
| Gruppo di Astuto                                                      | Ceramografi                                       | Attica                                            | RF                                                |                                                   | |                                                   |
| Gruppo di Atalante                                                    | Ceramografi                                       | Attica                                            | SF                                                |                                                   | anche Gruppo di Atalanta |                                                   |
| Gruppo di Atene 458                                                   | Ceramografi                                       | Attica                                            | SF                                                |                                                   | |                                                   |
| Gruppo di Atene 496                                                   | Ceramografi                                       | Attica                                            | SF                                                |                                                   | |                                                   |
| Gruppo di Atene 1480                                                  | Ceramografi                                       | Attica                                            | RF                                                |                                                   | |                                                   |
| Gruppo di Atene 1591                                                  | Ceramografi                                       | Attica                                            | RF                                                | 3/4 V secolo                                      | |                                                   |
| Gruppo di Atene 1810                                                  | Ceramografi                                       | Attica                                            | RF/WG                                             |                                                   | |                                                   |
| Gruppo di Atene 1834                                                  | Ceramografi                                       | Attica                                            | RF/WG                                             |                                                   | |                                                   |
| Gruppo di Atene 1887                                                  | Ceramografi                                       | Attica                                            | RF/WG                                             |                                                   | |                                                   |
| Gruppo di Atene 1929                                                  | Ceramografi                                       | Attica                                            | RF                                                |                                                   | |                                                   |
| Gruppo di Atene 2001                                                  | Ceramografi                                       | Attica                                            | RF/WG                                             |                                                   | |                                                   |
| Gruppo di Atene 2025                                                  | Ceramografi                                       | Attica                                            | RF/WG                                             | 2/4 V secolo                                      | |                                                   |
| Gruppo di Atene 10452                                                 | Ceramografi                                       | Attica                                            | RF                                                | inizio V secolo                                   | |                                                   |
| Gruppo di Atene 12144                                                 | Ceramografi                                       | Attica                                            | RF                                                |                                                   | |                                                   |
| Gruppo di Atene 14645                                                 | Ceramografi                                       | Attica                                            | SF                                                |                                                   | |                                                   |
| Gruppo di Atene 15260                                                 | Ceramografi                                       | Attica                                            | RF/WG                                             |                                                   | |                                                   |
| Gruppo di Atene 18862                                                 | Ceramografi                                       | Attica                                            | RF                                                |                                                   | |                                                   |
| Gruppo della testa di Atena-Pyxide                                    | Ceramografi                                       | Attica                                            | RF                                                |                                                   | |                                                   |
| Gruppo dell'Etna                                                      | Ceramografi                                       | Sicilia                                           | RF                                                |                                                   | |                                                   |
| Gruppo degli occhi-sireneen= Eye-Siren Group de= Augen-Sirenen-Gruppe | Ceramografi                                       | Attica                                            | SF                                                | 3/3 VI secolo                                     | |                                                   |
| Gruppo AV                                                             | Ceramografi                                       | Campania                                          | RF                                                |                                                   | |                                                   |

## Classi
| Nome                                                 | Professione              | Origine                  | Stile                    | Epoca                    | Note | immagine                 |
| ---------------------------------------------------- | ------------------------ | ------------------------ | ------------------------ | ------------------------ | --- | ------------------------ |
| Classe A                                             | Vasai                    | Attica                   | SF                       |                          | |                          |
| Classe di A 581                                      | vedi Classe di Atene 581 | vedi Classe di Atene 581 | vedi Classe di Atene 581 | vedi Classe di Atene 581 | vedi Classe di Atene 581 | vedi Classe di Atene 581 |
| Classe A-C                                           | Vasai                    | Attica                   | RF                       | 4/4 V secolo             | |                          |
| Sottoclasse Adikia                                   | Vasai                    | Attica                   | SF                       |                          | |                          |
| Classe dell'Agorà 581                                | vedi Classe di Atene 581 | vedi Classe di Atene 581 | vedi Classe di Atene 581 | vedi Classe di Atene 581 | vedi Classe di Atene 581 | vedi Classe di Atene 581 |
| Classe di Agora P 1256                               | Vasai                    | Attica                   | SF                       |                          | |                          |
| Classe di Agora P 10359                              | Vasai                    | Attica                   | KR                       |                          | |                          |
| Classe di Agora P 14045                              | Vasai                    | Attica                   | SF                       |                          | |                          |
| Classe di Agora P 15840                              | Vasai                    | Attica                   | RF                       |                          | |                          |
| Classe di Agora P 16001                              | Vasai                    | Attica                   |                          |                          | |                          |
| Classe di Altenburg                                  | Vasai                    | attica                   | SF                       |                          | |                          |
| Classe di Altenburg 205                              | Vasai                    | Attica                   | SF                       | fine VI secolo           | |                          |
| Classe delle Amazzoni Villa Giulia                   | Vasai                    | Attica                   | SF                       |                          | Collar-of Esses Class |                          |
| Classe della collana di Esse (Collar-of Esses Class) | Vasai                    | Attica                   | SF                       | 1/4 V secolo             | |                          |
| Classe di Atene 581                                  | Vasai-Ceramografi        | Attica                   | SF                       | 525/475                  | anche detto Gruppo dei pittori di Atene 581, Classe di A 581 e Classe di Agora 581; a questo gruppo appartengono anche pittori come il Pittore di Maratona e il Pittore di Monaco di Baviera 1874, i vasi di questa classe vengono divisi in almeno sei sottoclassi secondo la loro tipologia (da I a VI) e secondo lo stile (A ecc.) |                          |
| Classe di Atene 1104                                 | Vasai                    | Attica                   | RF                       | fine V secolo            | |                          |
| Classe di Atene 1558                                 | Vasai                    | Attica                   | RF                       | fine V secolo            | Classe dei vasai di Choen |                          |
| Classe di Atene 13031                                | Vasai                    | Attica                   | RF                       |                          | |                          |
| Classe ATL                                           | Vasai                    | Attica                   | RF/WG                    |                          | |                          |

## Officine
| Nome                                                  | Professione       | Origine | Stile    | Epoca           | Note | immagine |
| ----------------------------------------------------- | ----------------- | ------- | -------- | --------------- | --- | -------- |
| Officina del pittore di Achille/dei pittori di Phiale | Vasai-Ceramografi | Attica  | RF       | 460/420         | Importante officina con il Pittore di Achille e il Pittore di Phiale come principali rappresentanti, comprendente anche il A-Vasaio e il P-Vasaio                                                                 |          |
| Officina di Argos C 201                               | Vasai-Ceramografi | Argos   | SG       | 730/690         | |          |
| Officina di Asteas-Python                             | Ceramografi       | Apulia  | RF       |                 | Laboratorio del principale pittori di vasi apuli Asteas e Python |          |
| Officina di Atene 706                                 | Ceramografi       | Attica  | SG       | 3/4 VIII secolo | |          |
| Officina di Atene 894                                 | Ceramografi       | Attica  | SG       | 3/4 VIII secolo | Membro eponimo è il Pittore di Atene 894, vi appartiene anche il Pittore di Statathou |          |
| Officina di Atene 897                                 | Vasai-Ceramografi | Attica  | SG       | 725/700         | Principale rappresentante del Pittore di Atene 897 |          |
| Officina Atena/Bowdoin                                | Ceramografi       | Attica  | WG/SF/RF | 1/2 V secolo    | I più importanti rappresentanti dell'officina furono il Pittore di Atena e il Pittore di Bowdoin, che potrebbero essere la stessa persona, inoltre ne faceva parte fra gli a altri anche il Pittore di Rodi 13472 |          |
| Officina del Pittore di Atlanta                       | Ceramografi       | Sicilia | SF       | fine VI secolo  | Esponente principale è il Pittore di Atlanta, intorno al Pittore di Antimenes |          |